# غريغوري تاراسيفيتش
غريغوري تاراسيفيتش (بالروسية: Тарасевич, Григорий Аркадьевич)‏ (مواليد 1 أغسطس 1995) هو سبّاح روسي، مثّل بلاده في الألعاب الأولمبية الصيفية 2016.

## روابط خارجية
غريغوري تاراسيفيتش على موقع الاتحاد الدولي للسباحة (الإنجليزية)
- غريغوري تاراسيفيتش على موقع SwimRankings.net (الإنجليزية)
- غريغوري تاراسيفيتش على موقع اللجنة الأولمبية الدولية (الإنجليزية)
- غريغوري تاراسيفيتش على موقع أوليمبيديا (الإنجليزية)